# Thyreus histrionicus
Thyreus histrionicus är en biart som först beskrevs av Johann Karl Wilhelm Illiger 1806. Den ingår i släktet Thyreus och familjen långtungebin. Inga underarter finns listade i Catalogue of Life.

## Beskrivning
Arten är svart med vita hårfläckar på mellankroppens och bakkroppens sidor. Honan är 12 till 14 mm lång, hanen 11 till 13 mm.

## Utbredning
Utbredningsområdet omfattar södra Centraleuropa och Medelhavsområdet söderut till Kanarieöarna och Nordafrika, österut till södra Ryssland och mellersta Asien. Även om arten har ett mycket stort utbredningsområde är den sällsynt i dess hela del.

## Ekologi
Thyreus histrionicus är en klaptoparasit, honan lägger sina ägg i bon av det solitära biet Amegilla quadrifasciata där larven lever på det insamlade matförrådet (framför allt pollen) efter det att värdägget eller -larven dödats. Arten är polylektisk, den flyger till blommande växter från många olika familjer, som strävbladiga växter (snokörtssläktet och heliotropsläktet), korgblommiga växter (krisslesläktet, tistelsläktet och klintsläktet), kransblommiga växter (kransborre och nepetasläktet), triftväxter (rispar) samt flockblommiga växter (martornar). Den är aktiv från april till oktober i södra delen av sitt utbredningsområde.